# Ingrid Jacquemod
Ingrid Jacquemod (Bourg-Saint-Maurice, 23 settembre 1978) è un'ex sciatrice alpina francese.

## Biografia

### Stagioni 1995-2002
La sciatrice, originaria di Giez, esordì in campo internazionale prendendo parte a una gara universitaria a Flaine il 16 gennaio 1995. Debuttò in Coppa Europa il 12 dicembre successivo a Haus in slalom gigante e in Coppa del Mondo il 21 novembre 1996 a Park City nella medesima specialità, in entrambi i casi senza concludere la prova. Poco più tardi, il 12 e il 13 dicembre a Sankt Sebastian, conquistò il primo podio (2ª) e l'unica vittoria nel circuito continentale, in slalom gigante.
Nel 1997 partecipò ai Mondiali juniores di Schladming, vincendo la medaglia d'argento nello slalom gigante; l'anno dopo, nella rassegna iridata giovanile del Monte Bianco, vinse la medaglia d'oro nella combinata, bissò quella d'argento nello slalom gigante e conquistò quella di bronzo nella discesa libera. Nel 2001 debuttò ai Campionati mondiali: nella rassegna iridata di Sankt Anton am Arlberg fu 26ª nella discesa libera e 21ª nel supergigante. L'anno dopo arrivò l'esordio olimpico: a Salt Lake City 2002 si classificò 23ª nella discesa libera e 22ª nel supergigante.

### Stagioni 2003-2007
Nel 2003 prese parte ai Mondiali di Sankt Moritz (29ª nella discesa libera, 22ª nel supergigante) e conquistò il primo podio in Coppa del Mondo, il 12 marzo nella discesa libera di Lillehammer, classificandosi al 2º posto. Due stagioni dopo, il 7 gennaio 2005 a Santa Caterina Valfurva, ottenne in discesa libera l'unica vittoria di carriera nel massimo circuito internazionale, mentre ai Mondiali di Bormio/Santa Caterina Valfurva 2005 vinse la medaglia di bronzo nella gara a squadre e fu 5ª nella discesa libera, 17ª nel supergigante e 11ª nello slalom gigante; il 1º marzo dello stesso anno salì per l'ultima volta sul podio in Coppa Europa, al Passo del Tonale in slalom gigante (2ª).
Ai XX Giochi olimpici invernali di Torino 2006 si classificò 16ª nella discesa libera, 32ª nel supergigante e 21ª nello slalom gigante; l'anno dopo, nella rassegna iridata di Åre, chiuse 8ª nella discesa libera, 15ª nello slalom gigante e 14ª nella supercombinata, mentre non completò il supergigante.

### Stagioni 2009-2011
Ai Mondiali di Val-d'Isère 2009 fu 15ª nella discesa libera e nella supercombinata e 19ª nel supergigante e ai XXI Giochi olimpici invernali di Vancouver 2010, sua ultima presenza olimpica, ottenne il miglior risultato nella manifestazione, il 10º posto nel supergigante, e si classificò 23ª nella discesa libera. Quella stagione fu anche la sua migliore in Coppa del Mondo, con tre podi (tra i quali l'ultimo della sua carriera: 2ª nella discesa libera di Sankt Moritz del 30 gennaio), il 9º posto nella classifica generale, il 4º in quella di discesa libera e il 6º in quella di supergigante.
Prese ancora parte a una rassegna iridata, Garmisch-Partenkirchen 2011 (18ª nella discesa libera, 17ª nel supergigante) e nell'aprile seguente annunciò il proprio ritiro, dopo quindici anni passati nel Circo bianco e 299 pettorali di Coppa del Mondo: l'ultimo il 16 marzo a Lenzerheide dove fu 19ª in discesa libera. La sua ultima gara fu un supergigante FIS disputato a Le Grand-Bornand il 2 aprile, chiuso dalla Jacquemod al 4º posto.

## Palmarès

### Mondiali
- 1 medaglia:
  - 1 bronzo (gara a squadre a Bormio/Santa Caterina Valfurva 2005)

### Mondiali juniores
- 4 medaglie:
  - 1 oro (combinata a Monte Bianco 1998)
  - 2 argenti (slalom gigante a Schladming 1997; slalom gigante a Monte Bianco 1998)
  - 1 bronzo (discesa libera a Monte Bianco 1998)

### Coppa del Mondo
- Miglior piazzamento in classifica generale: 9ª nel 2010
- 6 podi:
  - 1 vittoria (in discesa libera)
  - 3 secondi posti
  - 2 terzi posti

#### Coppa del Mondo - vittorie
| Data           | Località                | Paese  | Specialità |
| -------------- | ----------------------- | ------ | ---------- |
| 7 gennaio 2005 | Santa Caterina Valfurva | Italia | DH         |

Legenda:

DH = discesa libera

#### Coppa del Mondo - gare a squadre
- 1 podio:
  - 1 terzo posto

### Coppa Europa
- Miglior piazzamento in classifica generale: 3ª nel 1997
- Vincitrice della classifica di slalom gigante nel 1997
- 8 podi:
  - 1 vittoria
  - 5 secondi posti
  - 2 terzi posti

#### Coppa Europa - vittorie
| Data             | Località        | Paese   | Specialità |
| ---------------- | --------------- | ------- | ---------- |
| 13 dicembre 1996 | Sankt Sebastian | Austria | GS         |

Legenda:

GS = slalom gigante

### South American Cup
- Miglior piazzamento in classifica generale: 7ª nel 2003
- 5 podi:
  - 1 vittoria
  - 2 secondi posti
  - 2 terzi posti

#### South American Cup - vittorie
| Data             | Località | Paese | Specialità |
| ---------------- | -------- | ----- | ---------- |
| 6 settembre 2002 | La Parva | Cile  | SG         |

Legenda:

SG = supergigante

### Campionati francesi
- 22 medaglie[3]:
  - 9 ori (discesa libera, supergigante nel 2000; supergigante, slalom gigante nel 2004; supergigante, slalom gigante nel 2005; discesa libera, slalom gigante nel 2007; supercombinata nel 2010)
  - 10 argenti (discesa libera nel 2005; supergigante, slalom gigante nel 2006; supercombinata nel 2008; supergigante, slalom gigante nel 2009; supergigante nel 2010; discesa libera, supergigante, supercombinata nel 2011)
  - 3 bronzi (discesa libera nel 2006; discesa libera nel 2009; discesa libera nel 2010)